# Жорж Верије
Жорж Верије (фр. Georges Verriest; Рубе, 15. јул 1909 — 11. јул 1985) био је француски фудбалер. Одиграо је 14 утакмица за фудбалску репрезентацију Француске и постигао гол на Светском првенству 1934.